# Bahnhof Kani
Der Bahnhof Kani (jap. 可児駅 Kani-eki) ist ein Bahnhof auf der japanischen Insel Honshū. Er wird von der Bahngesellschaft JR Central betrieben und befindet sich in der Präfektur Gifu auf dem Gebiet der Stadt Kani, unmittelbar neben dem Bahnhof Shin-Kani von Meitetsu (Nagoya Tetsudō).

## Verbindungen
Kani ist ein Zwischenbahnhof an der Taita-Linie der Bahngesellschaft JR Central. Etwas mehr als ein Drittel der hier haltenden Nahverkehrszüge sind mit der Takayama-Hauptlinie verknüpft. Sie führen von Gifu über Mino-Ōta und Kani nach Tajimi. Ergänzt wird dieses Angebot durch Züge auf der Verbindung Mino-Ōta–Tajimi, wodurch tagsüber ein Halbstundentakt und während der Hauptverkehrszeit ungefähr ein 20-Minuten-Takt besteht. Im benachbarten Bahnhof Shin-Kani kann zur Meitetsu Hiromi-Linie umgestiegen werden. Die Bushaltestellen auf dem gemeinsamen östlichen Bahnhofsvorplatz werden von mehreren Linien der Gesellschaft Tōnō Tetsudō und des städtischen Busbetriebs Satsuki Bus bedient.

## Anlage
Der Bahnhof steht im Osten des Stadtteils Shimoedo, wobei Wohnviertel die nähere Umgebung prägen. Die ebenerdige Anlage ist von Süden nach Norden ausgerichtet und umfasst zwei Gleise, die beide dem Personenverkehr dienen. Diese liegen an zwei teilweise überdachten und seitlich versetzt angeordneten Seitenbahnsteigen. Es gibt zwei gedeckte Fußgängerbrücken: Die breitere an der Nordseite, die über Aufzüge verfügt, stellt die Verbindung mit den beiden Bahnhofsvorplätzen und dem Bahnhof Shin-Kani her, die kleinere an der Südseite verbindet lediglich die Bahnsteige miteinander und ist nicht barrierefrei. In nördlicher Richtung verlaufen die Taita-Linie und die Meitetsu Hiromi-Linie mehrere hundert Meter weit parallel, ohne betrieblich miteinander verbunden zu sein.
Im Fiskaljahr 2018 nutzten durchschnittlich 1609 Fahrgäste täglich den Bahnhof.

## Bilder

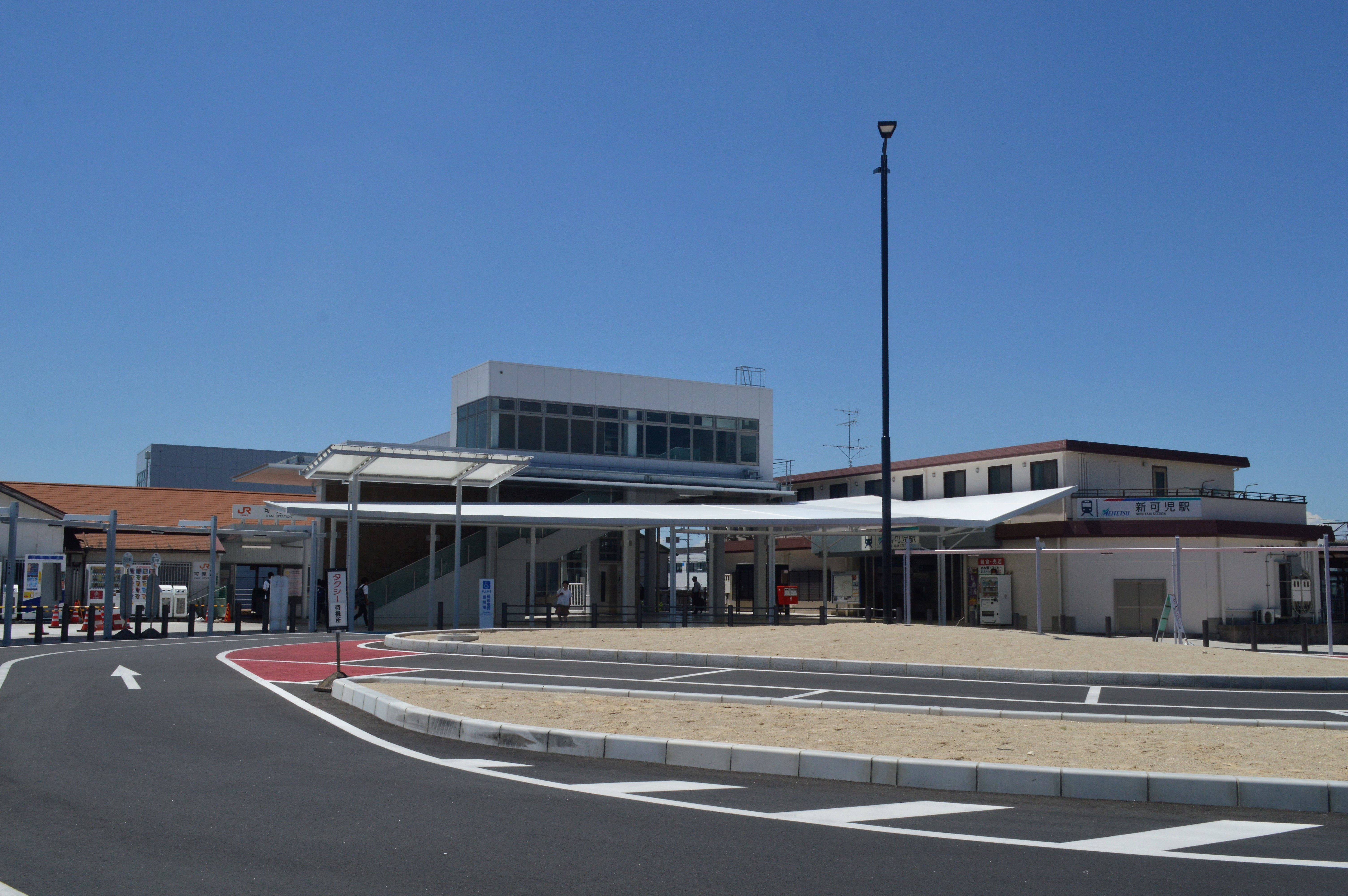
Bahnhöfe Kani (links) und Shin-Kani (rechts)
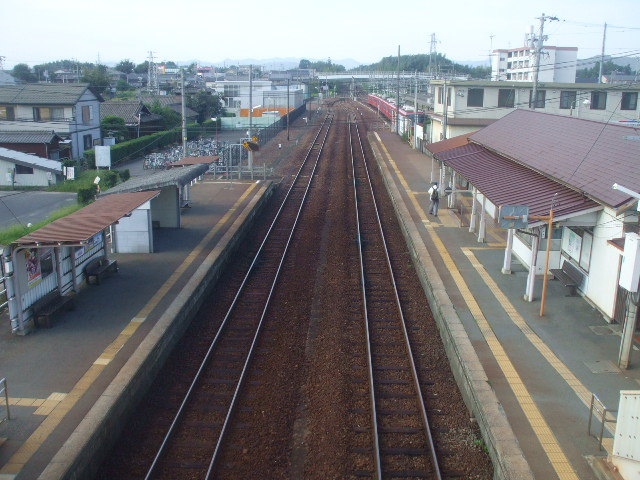
Ansicht von oben
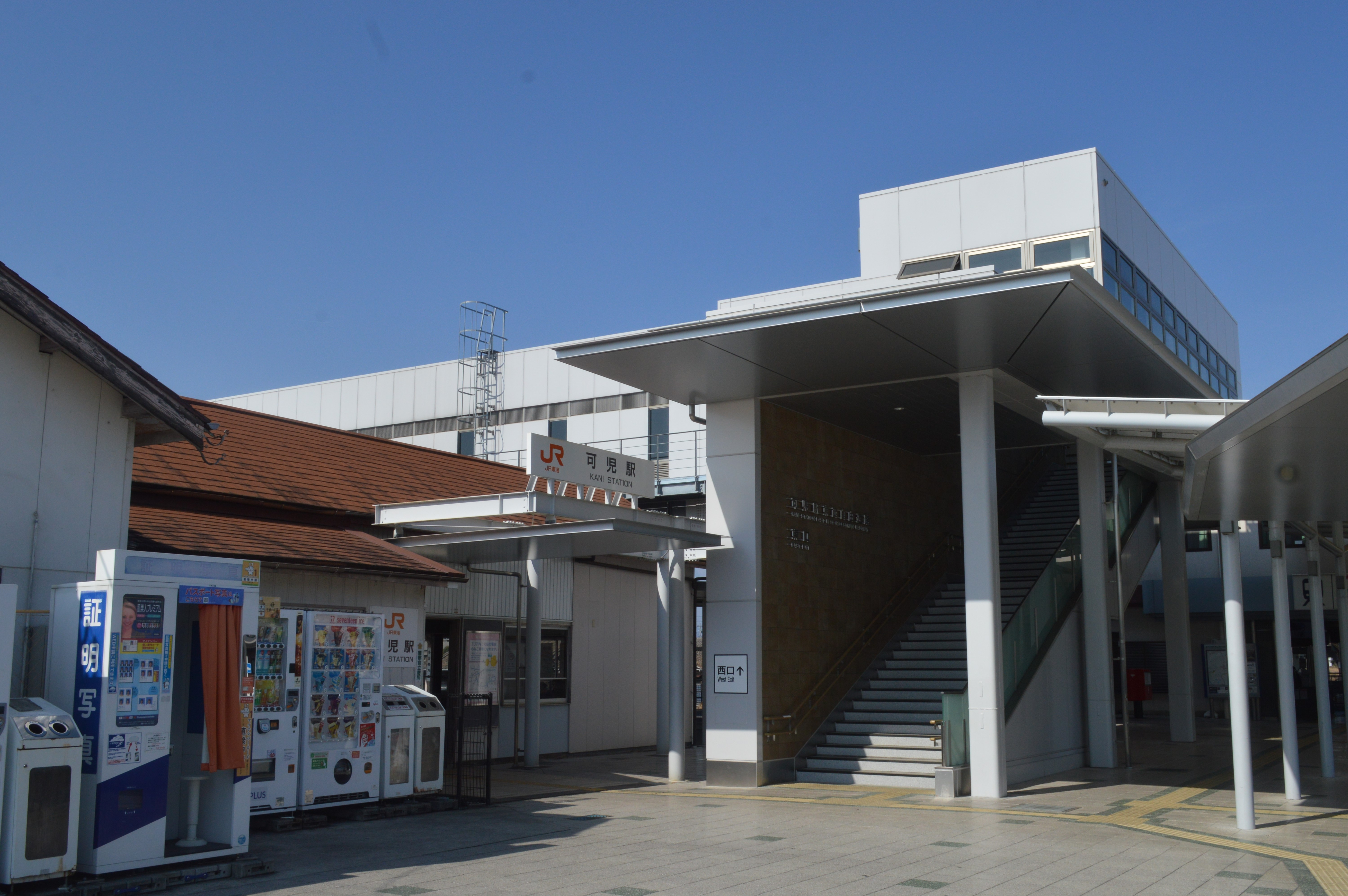
Zugang zur nördlichen Fußgängerbrücke

## Gleise
| 1 | ▉ Taita-Linie | Tajimi   |
| 2 | ▉ Taita-Linie | Mino-Ōta |

## Linien
| Verlauf der Taita-Linie                                                     |
| --------------------------------------------------------------------------- |
| Tajimi • Koizumi • Nemoto • Hime • Shimogiri • Kani • Mino-Kawai • Mino-Ōta |

## Geschichte
Die private Bahngesellschaft Tōnō Tetsudō eröffnete am 28. Dezember 1918 den ersten Abschnitt der später so bezeichneten Taita-Linie ab Shin-Tajimi. Es handelte sich dabei um eine dampfbetriebene Kleinbahn mit einer Spurweite von 762 mm. Die Endstation hieß Hiromi (広見) und befand sich etwa 400 Meter weiter östlich am gegenüberliegenden Ufer des Flusses Kani. Am 21. August 1920 folgte die Inbetriebnahme der Verlängerung nach Mitake. Die Taita-Linie wurde am 25. September 1926 verstaatlicht, während die Strecke Hiromi–Mitake in den Besitz der Tōmi Tetsudō gelangte (1943 in der Meitetsu aufgegangen). Das Eisenbahnministerium baute die Taita-Linie daraufhin auf Kapspur um, verlegte den Bahnhof Hiromi am 1. Oktober 1928 an den heutigen Standort und verlängerte die Strecke am selben Tag über den Kiso hinweg nach Mino-Ōta.
Am 22. Januar 1929 erreichte die Meitetsu Hiromi-Linie von Westen her den Bahnhof Hiromi. Die gemeinsame Nutzung dauerte jedoch nur etwas mehr als ein Jahr, denn am 16. Februar 1930 nahm die Meitetsu den angrenzenden Bahnhof Shin-Hiromi (heute Shin-Kani) in Betrieb. Aus Rationalisierungsgründen stellte die Japanische Staatsbahn am 1. März 1982 den Güterumschlag ein, einen Monat später erhielt der Bahnhof anlässlich der Gründung der neuen Gemeinde Kani seinen heutigen Namen. Im Rahmen der Staatsbahnprivatisierung ging er am 1. April 1987 in den Besitz der neuen Gesellschaft JR Central über. 2011 begann die Stadt mit der Umsetzung eines Stadtentwicklungsprojekts. Ursprünglich plante JR Central den Bau eines Reiterbahnhofs, begnügte sich dann aber mit einer gewöhnlichen Fußgängerbrücke zwischen dem östlichen und westlichen Bahnhofsvorplatz. Diese wurde am 23. März 2018 in Betrieb genommen.